# Armenische Kunst
Armenische Kunst ist die Kunst der Armenier in dem von ihnen besiedelten Gebiet.
Die Armenier leben seit mehreren Jahrtausenden im Armenischen Hochland und entwickelten in der Antike erstmals ein einheitliches Staatsgebilde. Unter Tigranes II. reichte Großarmenien vom Mittelmeer bis zum Kaspischen Meer, die eigentlich armenischen Gebiete jedoch umfassten stets Ostanatolien, Kleinarmenien und den Südkaukasus. Das gesamte Gebiet ist noch heute von fruchtbaren, flussdurchzogenen Ebenen zwischen Gebirgsmassiven und Hochebenen geprägt. Metallurgie und Architektur haben eine lange Tradition in Armenien. Historisch konkurrierten das Römische Reich, die verschiedenen  Perserreiche und später die Osmanen um das strategisch wichtige und reiche Land, das so immer wieder von zahlreichen Kriegen verheert wurde. Trotzdem konnten die Armenier in den Phasen ihrer Unabhängigkeit eine dauerhafte und unverwechselbare Kunst entwickeln, die die Jahrhunderte überdauerte. 

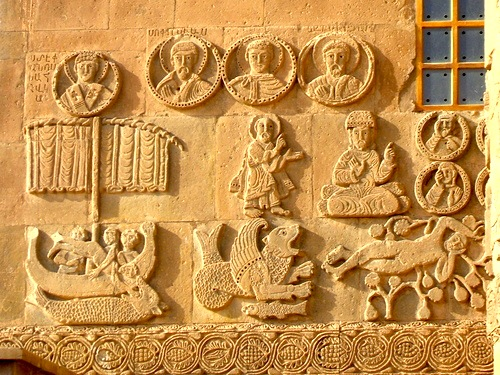
Außenwand der Kirche zum Heiligen Kreuz

## Bildende Kunst

### Alter Orient

#### Historische Einordnung

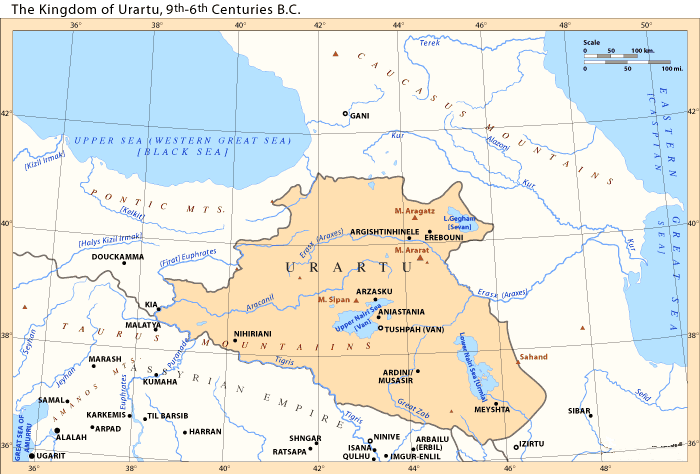
Urartu

Um 860 v. Chr. etablierten die Urartäer am Vansee ein Königreich mit der Hauptstadt Tuschpa. Ihre Sprache war urartäisch, dem Hurritischen verwandt. Um 640 v. Chr. gingen sie unter. Vielleicht um diese Zeit sickerten die Armenier, vom Kaukasus kommend, ein. Ihre Sprache ist ein Zweig des Indogermanischen.

#### Kunst dieser Epoche
Die Hinterlassenschaft der Urartäer besteht vor allem aus Festungsbauten in zyklopischer Bauweise, deren Vorbilder vermutlich im Kaukasus zu finden sind. Sie verwendeten die tragenden Säule, die im Steinbau Sinn hatte. In der Kleinkunst finden sich Luxusgüter der Metallverarbeitung mit hohem Verbreitungsgrad. Der Stil ist assyrisch geprägt.

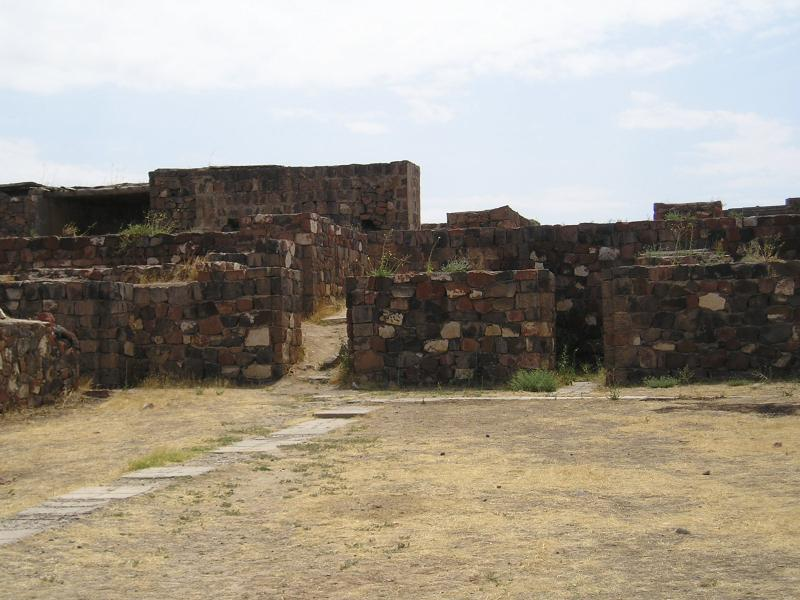
Feste Erebuni
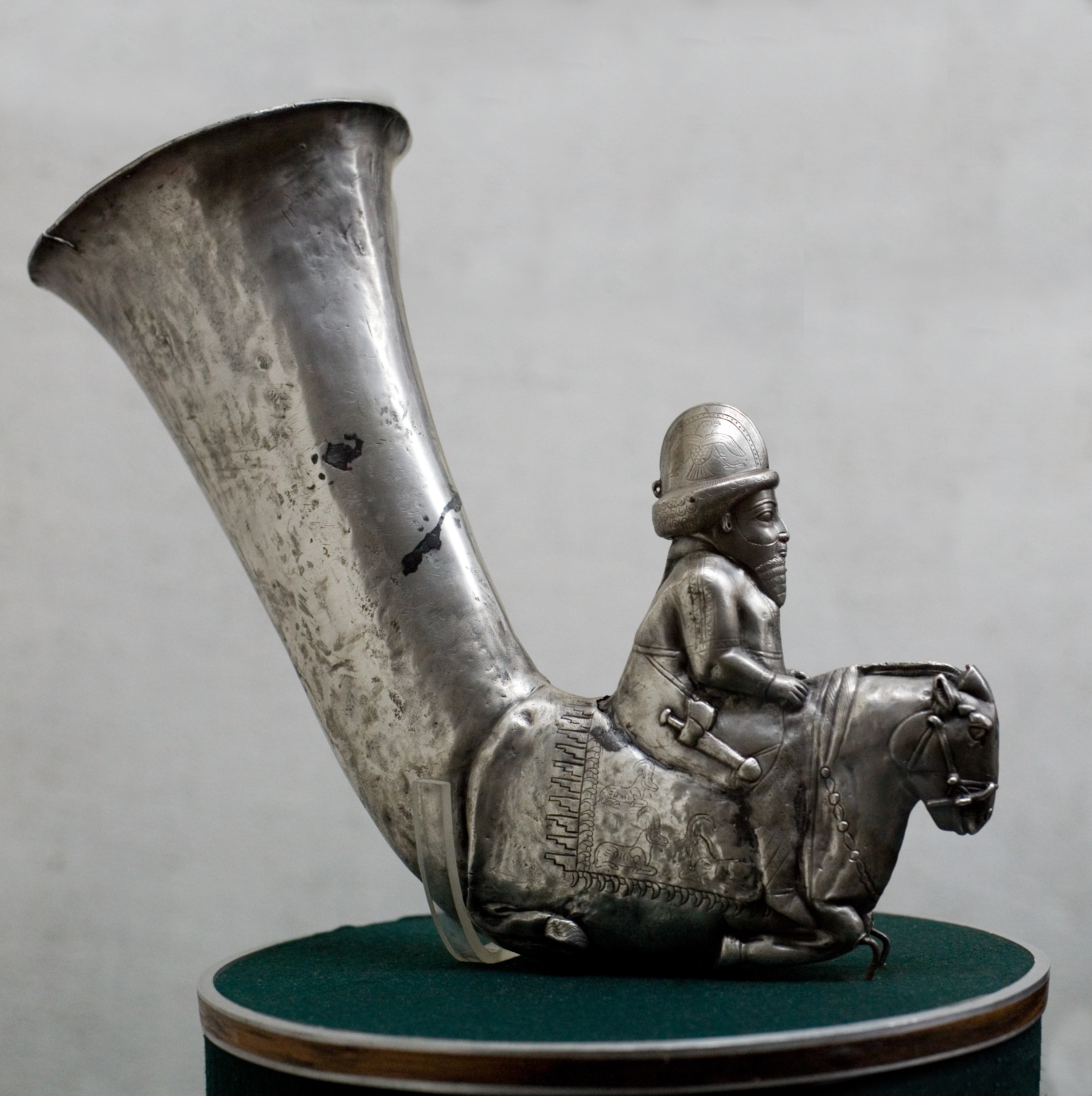
Rhyton mit persisch gekleideter Figur

#### Was man noch sehen kann
Bedeutende Festungsbauten und Fundstätten finden sich in
- Tuschpa
- Altıntepe bei Erzincan
- Aramus
- Çavuştepe
- Jerewan (Erebuni)
- Ayanıs

### Antike

Armenien in der Antike

#### Historische Einordnung
Zum Zeitpunkt des Alexanderzuges war Armenien Satrapie der Achaimeniden, und seit dieser Zeit führt die Region ihren heutigen Namen. Nach Abschluss der Diadochenkämpfe gehörte es zum Einflussbereich der Seleukiden. Deren politisches und kulturelles Zentrum lag in Syrien. Armenien befand sich in einer Randlage und war ein abhängiges Königreich. König Artaxias I. (190–159 v. Chr.) konnte eine gewisse Konsolidierung Armeniens erreichen. Artaxata wurde gegründet und ausgebaut. Die Römer setzten vom Westen aus diese Politik fort, Armenien geriet aber vom Osten aus in die Zange durch die Parther. Rom erlangte in den Partherkriegen nie die eindeutige Oberhand. Die Parther konnten mit Trdat I. die Vasallendynastie der Arsakiden etablieren und ertrotzten die Billigung Roms unter Nero 61 n. Chr. Unter Trajan wurde Armenia römische Provinz (114).

#### Kunst dieser Epoche
Während der Zeit des Hellenismus ist autochthone Kunst in Armenien kaum zu erwarten und wurde kaum gefunden. Aber auch die Auswirkungen der Hellenisierung hielten sich in Grenzen. Als typisch hellenistische Neugründung 166 v. Chr. durch Artaxias I. ist Artaxata zu erwähnen. Es enthielt Theater und öffentliche Bäder nach hellenistischem Vorbild.
Aus dem ersten Jahrhundert nach Chr. ist als einziger Tempel in der Garni erhalten. Er ist in Ionischer Ordnung errichtet und Mithras geweiht.
Die im persischen Kleinasien entwickelte Prägung von Münzen gelangte im Hellenismus Blüte. Die großarmenischen Artaxiden, vornehmlich unter Tigranes II., ließen Münzen mit griechischer Beschriftung und dem Porträt des Herrschers schlagen. Danach schlief diese Tradition ein. Erst in kleinarmenischer Zeit, im 11. Jahr., wurden wieder Münzen geprägt, nunmehr mit armenischer Beschriftung und dem Avers mit christlichen Motiven.

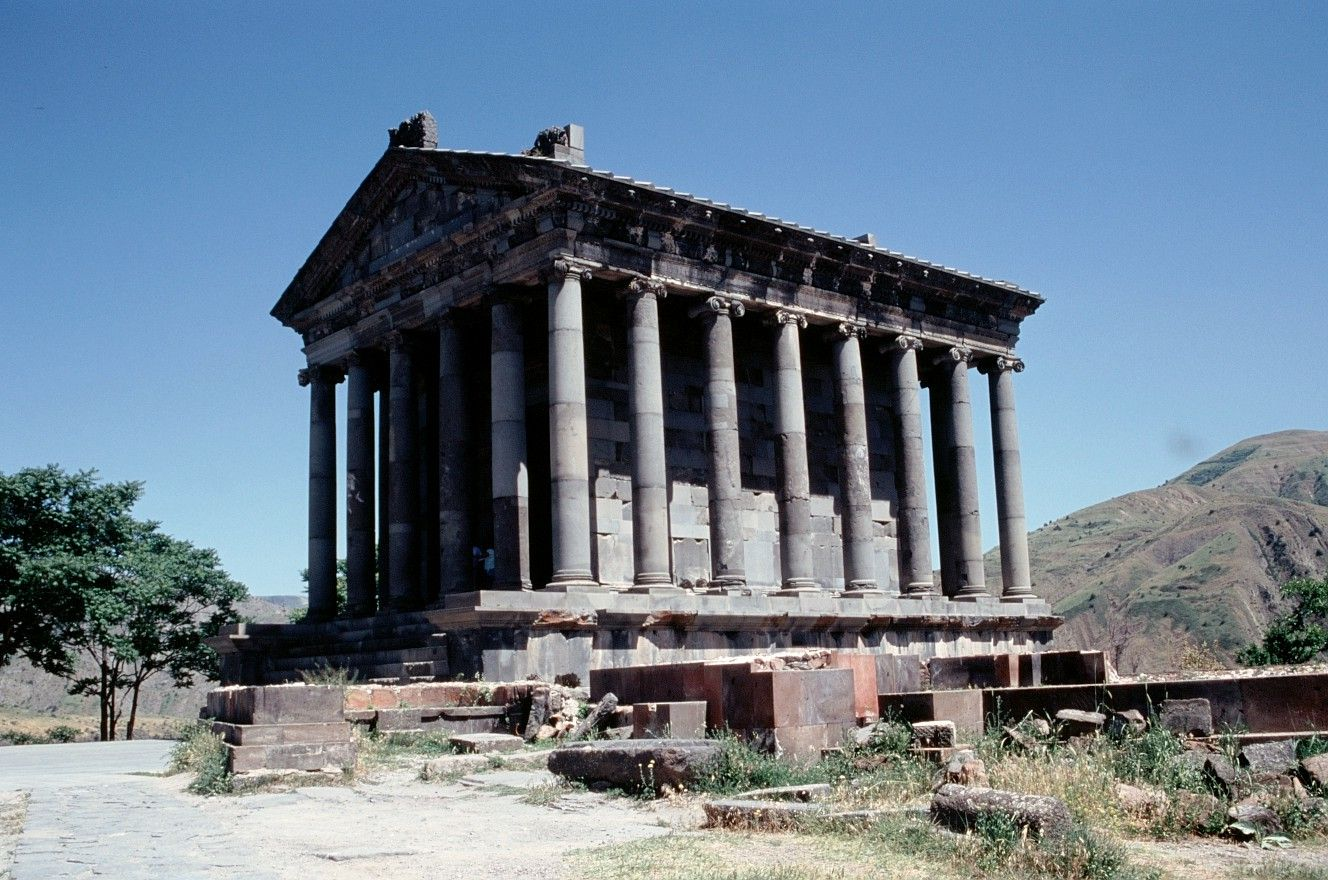
Mithras-Tempel in Garni
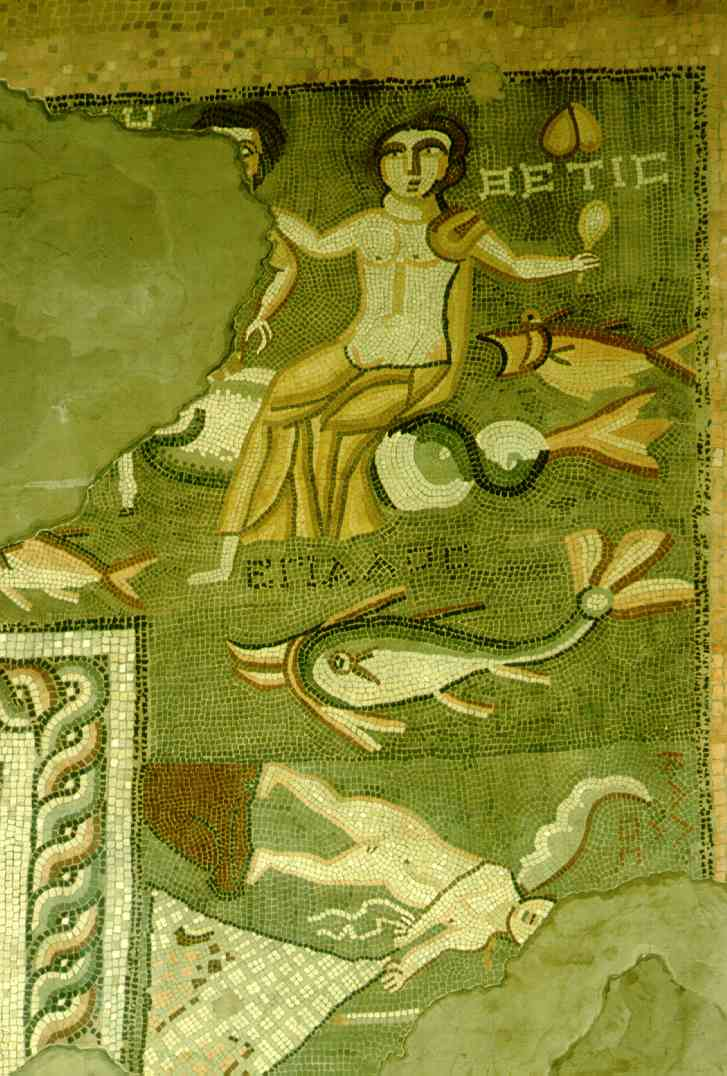
Bodenmosaik im Badehaus von Garni
Tigranes II.

#### Was man noch sehen kann
- Garni (Stadt)
- Artashat
- Dvin
- Horom

### Frühchristliche Zeit

#### Historische Einordnung
Frühchristliche Kunst entsteht in der Übergangsphase von Spätantike zum Mittelalter. Sie gebraucht antike Formensprache für christliche Motive. Eine eigenständige christliche Kunst kann sich erst herausbilden, wenn der Glaube ungefährdet ausgeübt werden kann und die finanziellen Mittel zur Verfügung stehen, insbesondere beim Sakralbau. Meilensteine auf dem Weg dahin sind das Toleranzedikt von Mailand unter Konstantin I. im Jahre 313 und der Regierungsantritt von Justinian I. im Jahre 527. Mit Justinians Regierungszeit wird allgemein der Beginn der Byzantinischen Kunst angesetzt. Die Jahreszahlen werden deshalb erwähnt, weil die Armenier sich mit einem gewissen Stolz darauf berufen, dass Trdat III. die Armenische Apostolische Kirche bereits im Jahre 301 als Staatskirche gegründet hat.
Der faule Waffenstillstand zwischen Rom und den Parthern brachte Armenien nicht lange Ruhe. Die Sassaniden verdrängten die persischen Arsakiden, die Fehde zwischen Rom und den Persern lebte wieder auf und endete schließlich 387 mit der Teilung Armeniens. Der größere Teil (Persarmenien) mit der Hauptstadt Dvin ging an die Sassaniden. Die Auseinandersetzungen gingen jedoch weiter. Die allmähliche Erschöpfung der Sassaniden half den Armeniern wenig, öffnete aber das Tor für die Araber.

#### Kunst dieser Epoche
Die Fundlage frühchristlicher Bauten ist eher bescheiden. Vollständig erhalten ist keiner. Anhand der Reste lässt sich vorsichtig formulieren, dass die für Byzanz geltende Entwicklung von der Basilika über die Vermischung mit dem Zentralbau zur Kreuzkuppelkirche ähnlich verlaufen ist. Wiederum in aller Zurückhaltung: Die in Byzanz nicht vertretene Bautechnik der Verbindung zweischaliger Basaltmauern mit Steinguss ist den Armeniern schon in urartäischer Zeit bekannt gewesen.
Die frühchristlichen Bauten Armeniens sind gedrungene rechteckige Gebäude mit gurtgegliedertem Tonnengewölbe. Die schon in der Antike bekannte Technik der Gewölbekonstruktion wurde im Westen verlernt, hat hier aber eine ungebrochene Tradition.
Datierbare Reste finden sich in der Klosterkirche in Howhannawank und der Kirche des Heiligen Yiztbuzit in Dvin, (548-557). Das besterhaltene Gebäude dieses Typs befindet sich in Lernakert.
Dem einfachen Langschiff folgte die dreischiffige Basilika. Die Basilika von Jereruk bei Anipemza ist hier der Schlüsselbau. Eine armenische Eigentümlichkeit ist, die drei Tonnengewölbe mit einem Satteldach zu krönen, sodass die Kirche von außen einschiffig wirkt. Eine Inschrift des Königs Trdat engt die Datierung auf die Wende vom 4. zum 5. Jahrh. ein.

#### Was man noch sehen kann
- Ptghni
- Dvin – Kirche des hl. Yiztbuzit
- Howhannawank – Johanneskirche
- Lernakert

### Mittelalter
Von der mittelalterlichen Kunst Armeniens gingen starke Wirkungen auf die Kunst vieler anderer Länder aus. Eine wichtige Voraussetzung zur Klärung dieser vielfachen Einflüsse ist die Frage nach den Wurzeln der armenischen Kunst. Sie entstand in einer Zeit, in der nach dem Zerfall des römischen Reiches sich in vielen Ländern eine eigene Formensprache entwickelte. Die künstlerischen Beziehungen dieser Länder zueinander sind jedoch noch weitgehend ungeklärt, ebenso ihr Verhältnis zu Byzanz. Gemeinsam ist diesem protoromanischen provinziellen Kulturschaffen eine bewusste Reduktion der antiken Kunst, ein Abbau der Form, eine gewollte und bewusste Vereinfachung. Gegenüber der hochzivilisierten antiken Kultur in christlicher Verkleidung, die in Rom, Konstantinopel und Ravenna gepflegt wurde und eine überaus verfeinerte Endphase darstellte, bedeutet diese so genannte „barbarisierte Reichskunst der Randvölker“ einen umfassenden Neubeginn, einen fruchtbaren Fortschritt und eine schöpferische Stilbildung. Die Bedingungen für die Entwicklung der gesamten mittelalterlichen Kunst Armeniens werden in dieser Zeit geschaffen. Eine besonders bedeutende Rolle spielen dabei die transkaukasischen Länder. An der östlichen Peripherie der frühchristlichen Welt entwickelte sich auf der Grundlage antiker Formen, unter starker Einbeziehung eigener Elemente der nationalen volkstümlichen Kunst sowie vieler Entlehnungen aus den benachbarten asiatischen und orientalischen Kulturkreisen eine selbstständige, hervorragende Kunst, in der heidnische, christliche und orientalische Vorstellungen zu einer neuen eigenen Weltanschauung verschmelzen. Die Einflüsse der armenischen Kunst erstrecken sich auf alle frühchristlichen Länder, dann überallhin unterhielten die Armenier rege Beziehungen.

#### Historische Einordnung
Der Arabersturm erreichte Armenien 640 mit der Eroberung und Zerstörung von Dvin. Eine weitere Gelegenheit für die Armenier, zwischen Skylla und Charybdis zu wählen. Die Araber boten Glaubensfreiheit und Bewahrung der Rechte des Adels gegen Anerkennung der islamischen Oberhoheit. Byzanz bot Waffenhilfe gegen Wechsel der Konfession. Im Ergebnis gehörte Armenien zum Einflussgebiet der späteren Umayyaden mit kulturellem Schwerpunkt Damaskus und der sie ablösenden Abbasiden mit Zentrum in Bagdad.
885/886 konnte Aschot I. wieder ein armenisches Königreich etablieren. 961 wurde Ani Hauptstadt. Namhaftester Vertreter der Dynastie der Bagratiden (885-1045) war Gagik I. (989–1020). Während dieser kurzen Blüte veränderte sich die islamische Welt erheblich.
Die Abbasiden gerieten im Süden unter Druck durch die Fatimiden, in der Persis entwickelte sich eine prächtige islamischen Kultur und die Seldschuken, arm aber kriegerisch, zeigten sich interessiert. Am Ende ihrer Bemühungen gewannen sie Mesopotamien und bildeten das Reich der Seldschuken, deren bekanntester Herrscher Alp Arslan war.
Ein anderer Zweig der Familie fiel in Anatolien ein. Nach der Schlacht von Mantzikert 1071 konnte Byzanz den weiteren Einmarsch und die Gründung des Sultanats Rum 1077 mit der ehrwürdigen christlichen Stadt Nikäa als Hauptstadt nicht verhindern.
Das Kernland der armenischen Fürsten war erobert und exilierte Adlige gründeten in Kilikien das Königreich Kleinarmenien mit der Hauptstadt Sis. Durch eine perfekte Schaukelpolitik mit Byzanz, Rum und später den Kreuzfahrern konnten sie bis 1375 die Unabhängigkeit wahren.

#### Kunst dieser Epoche

##### Architektur
Die typische Bauweise Armeniens erlaubte es, bis zur Kuppel hin Lage um Lage ohne Verwendung eines Lehrgerüstes zu mauern. Diese Technik führt zu einem gedrungenen Erscheinungsbild, das durch ein gewisses Streben nach Höhe leicht gemildert wird. Die Gliederung der Fassade ist zurückhaltend. Der Grundriss besteht im griechischen Kreuz mit kurzen Schenkeln oder im Zentralbau mit vier apsiden Erweiterungen (Tetrakonchos). Anderswo hat sich der Trikonchos durchgesetzt. Gekrönt wurde der Bau mit oft oktogonalem Tambour samt Kuppel. Diese wurde außen nicht gezeigt, sondern mit einem oktogonalen, pyramidalen Dach versehen. Der Altar stand eng vor der Apsis der Ostwand, der Eingang in der Westwand. Chorschranke, bzw. Lettner der lateinischen Kirche, Ikonostase des orthodoxen Kultes wurden vor der Altarwand nicht entwickelt, ebenso wenig der Narthex am westlichen Ende.
Die Gesamtanlage der Klosterbauten ab dem 9. Jahrhundert folgt keinem festen Schema. Gemeinsam sind jedoch eine Befestigungsmauer und eine frei stehende Hauptkirche mit Vorhalle (Schamatun), teilweise von weiteren Kapellen umgeben. Die Zweckbauten sind unprätentiös.

###### Klassische Periode
Die Entwicklung zur unverwechselbaren armenischen Architektur hatte ihren ersten Höhepunkt mit
- der Kathedrale von Etschmiadsin (495/496 in den älteren Teilen). Grabungen deckten Spuren aus dem vierten Jahrhundert auf. Unter dem Altar wurde eine Opferschale der Sassaniden aus dem fünften Jahrhundert gefunden. Der heutige Tetrakonchos ist auf Waham Mahikonian in der Bauphase von 495/496 zurückzuführen. Wahrscheinlich gehörte auch eine steinerne Kuppel dazu. Die heutige Kuppel stammt aus dem 16. Jahrhundert, der Glockenturm wurde im 18. Jahrhundert hinzugefügt.
- Lmbatavank, kleine Kreuzkuppelkirche um 600 mit den bedeutendsten frühchristlichen Malereiresten in Armenien
- St. Hripsime in Etschmiadsin wurde 618 vom Katholikos Komitas über einem älteren Bau aus dem vierten Jahrhundert. errichtet. Der Tetrakonchos ist voll entwickelt. Eine Milderung der massigen Erscheinung der Mauern wurde mit funktionslosen Nischen versucht.
- St. Gayane in Etschmiadsin (630)
- Swartnoz – Palastkirche (641-661)
- Talin – Große Kirche (Ende 7. Jahrh.)

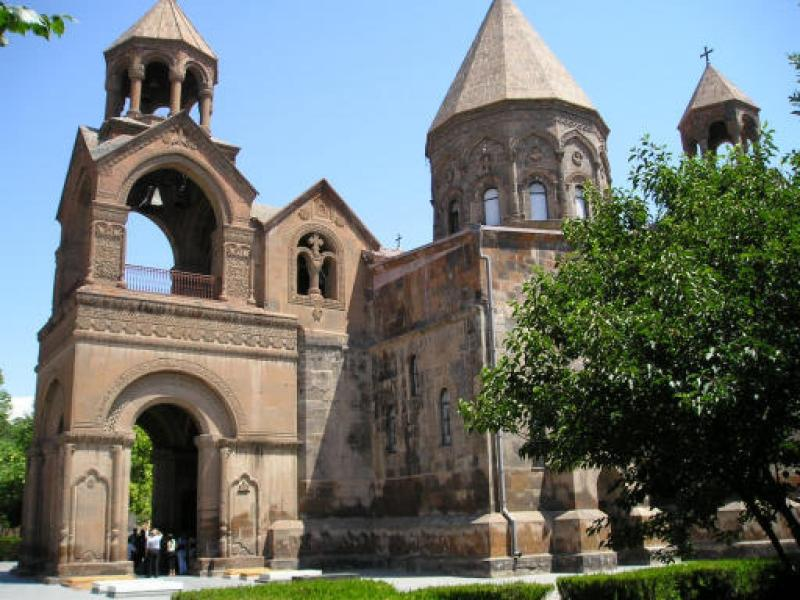
Kathedrale von Etschmiadsin
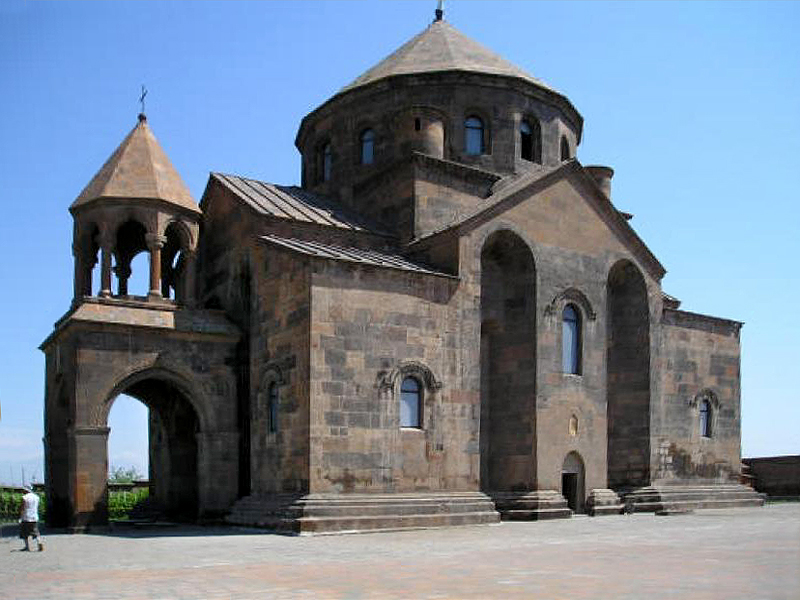
St. Hripsime in Etschmiadsin
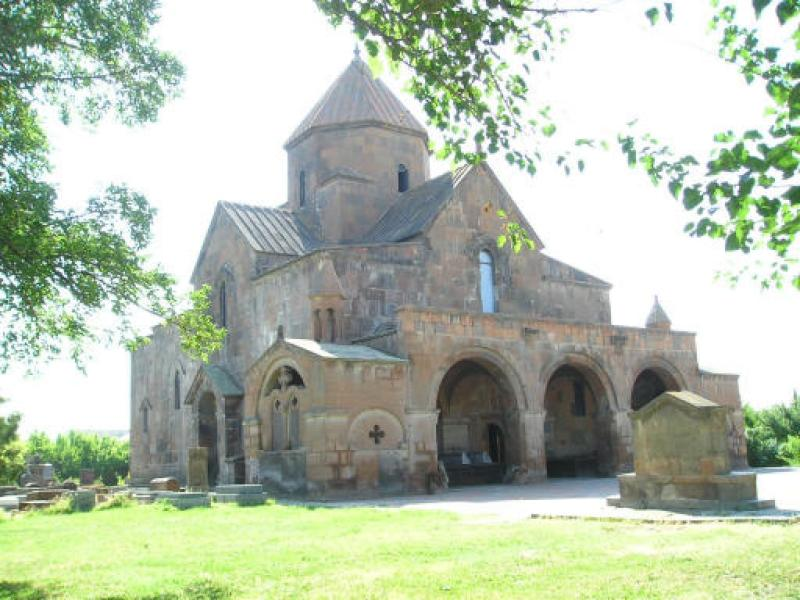
St. Gayane in Etschmiadsin
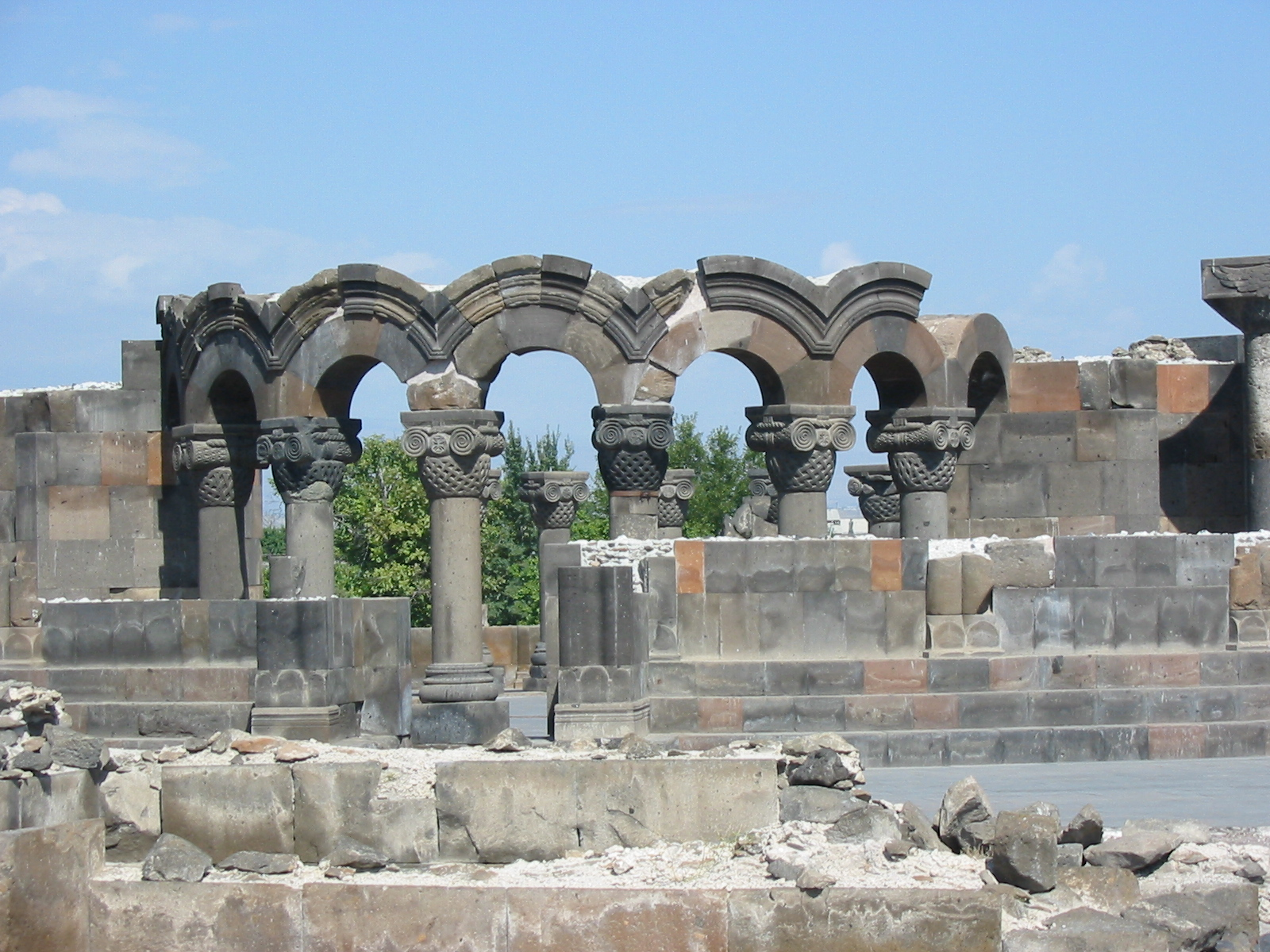
Kathedrale von Swartnoz
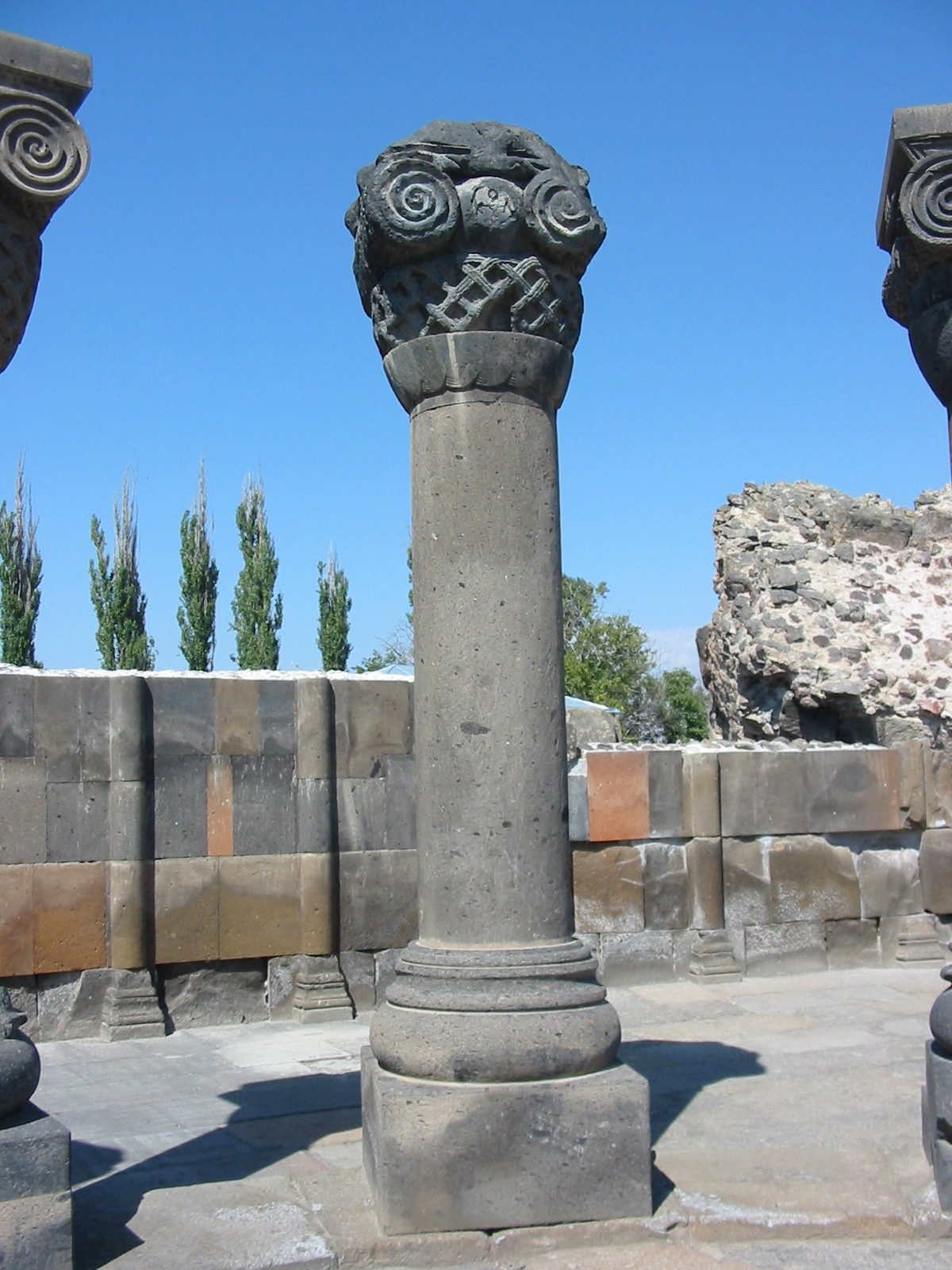
Swartnoz-Detail
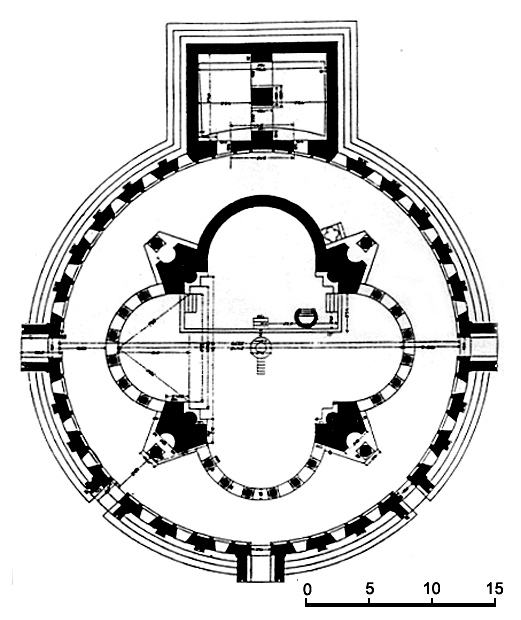
Swartnoz – Rekonstruktion des Grundrisses

###### Bagratiden (885-1045)
Der vorläufige Abschluss der Entwicklung eigenständiger Baukunst fiel in die Zeit der Bagratiden mit dem Zentrum Ani. Eines der Hauptwerke außerhalb von Ani ist die Kirche zum Heiligen Kreuz in Akdamar auf einer Insel im Vansee. In ihr sind alle Elemente der armenischen bildenden Kunst erhalten, wenn auch in jämmerlichem Zustand.
Der Ausbau von Ani ist wesentlich vom Hofbaumeister Trdat beeinflusst. Der Palast des Katholikos und die Kathedrale von Ani wurden von ihm ausgeführt. "Internationale" Berühmtheit erlangte er mit dem Auftrag, die beim Erdbeben von 989 schwer beschädigte Hagia Sophia in Byzanz zu sanieren.

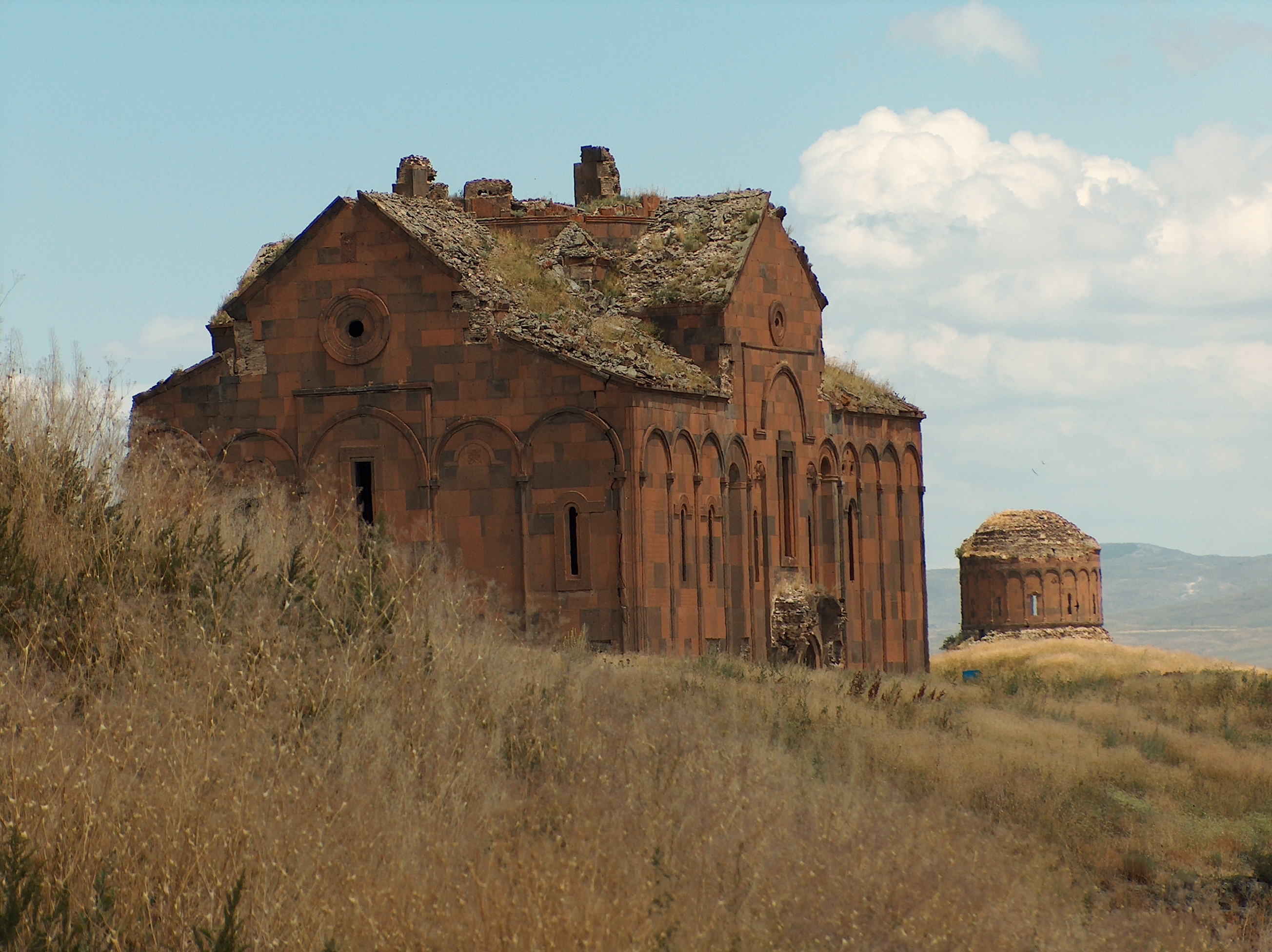
Kathedrale von Ani
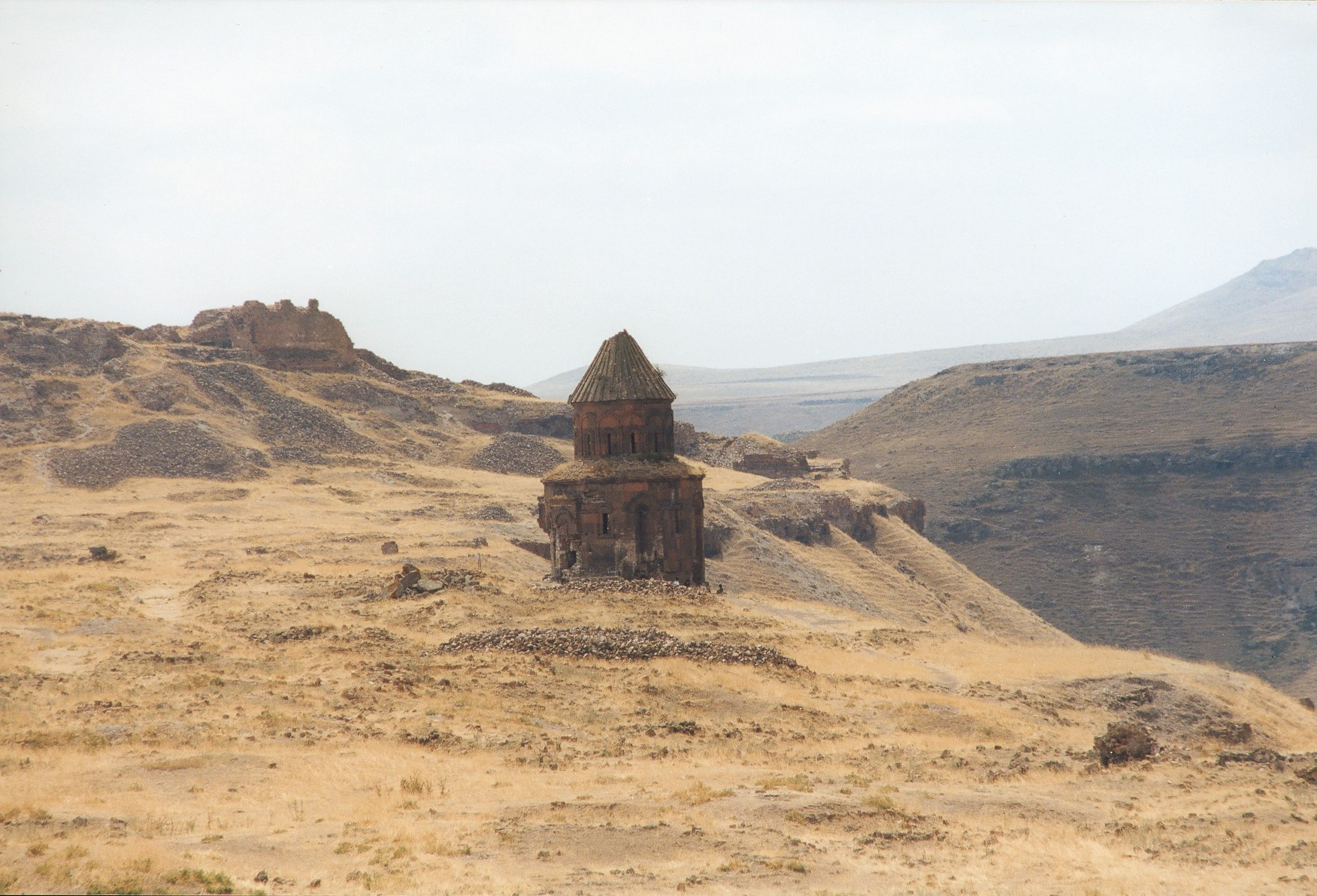
St. Gregor in Ani
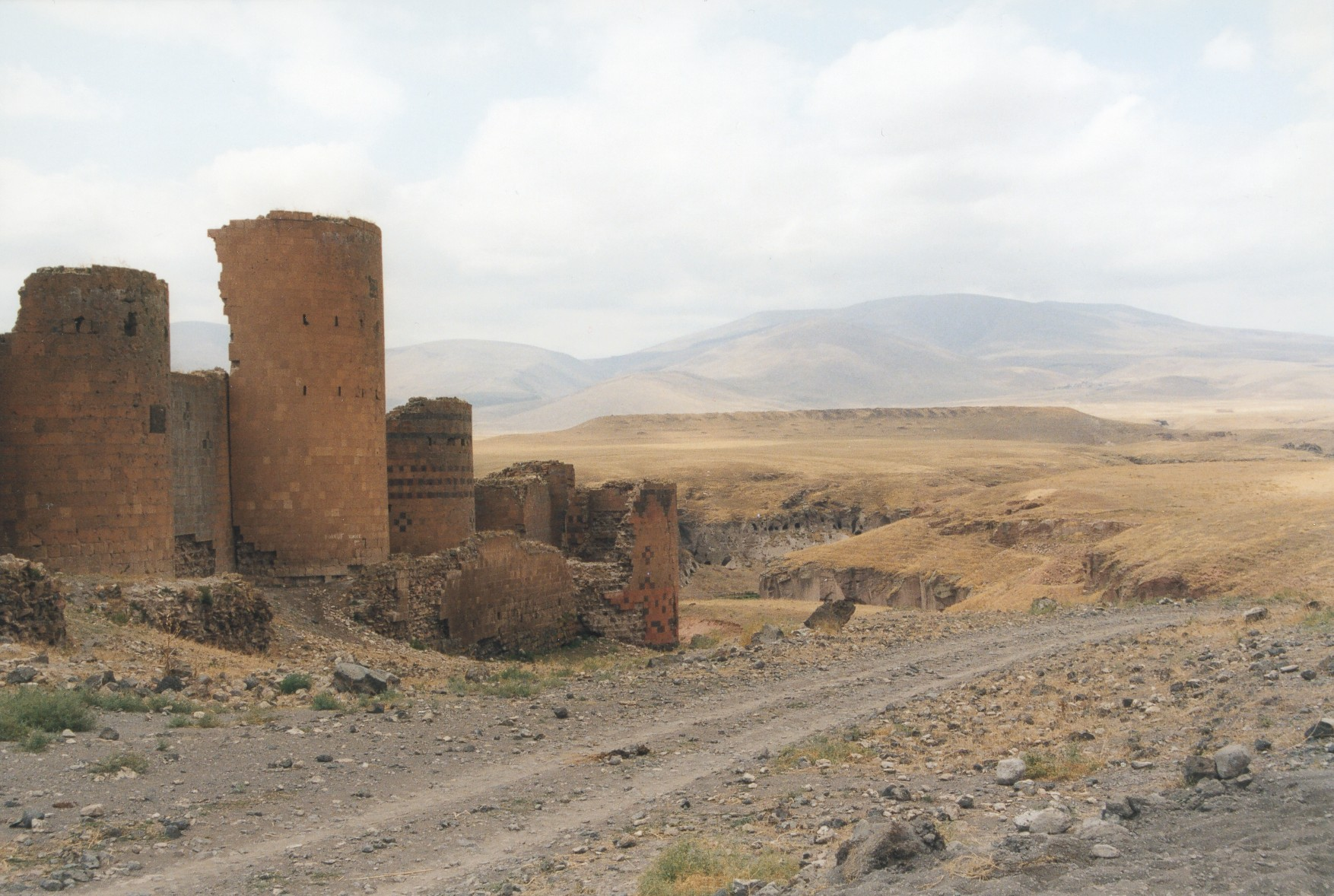
Stadtmauer von Ani
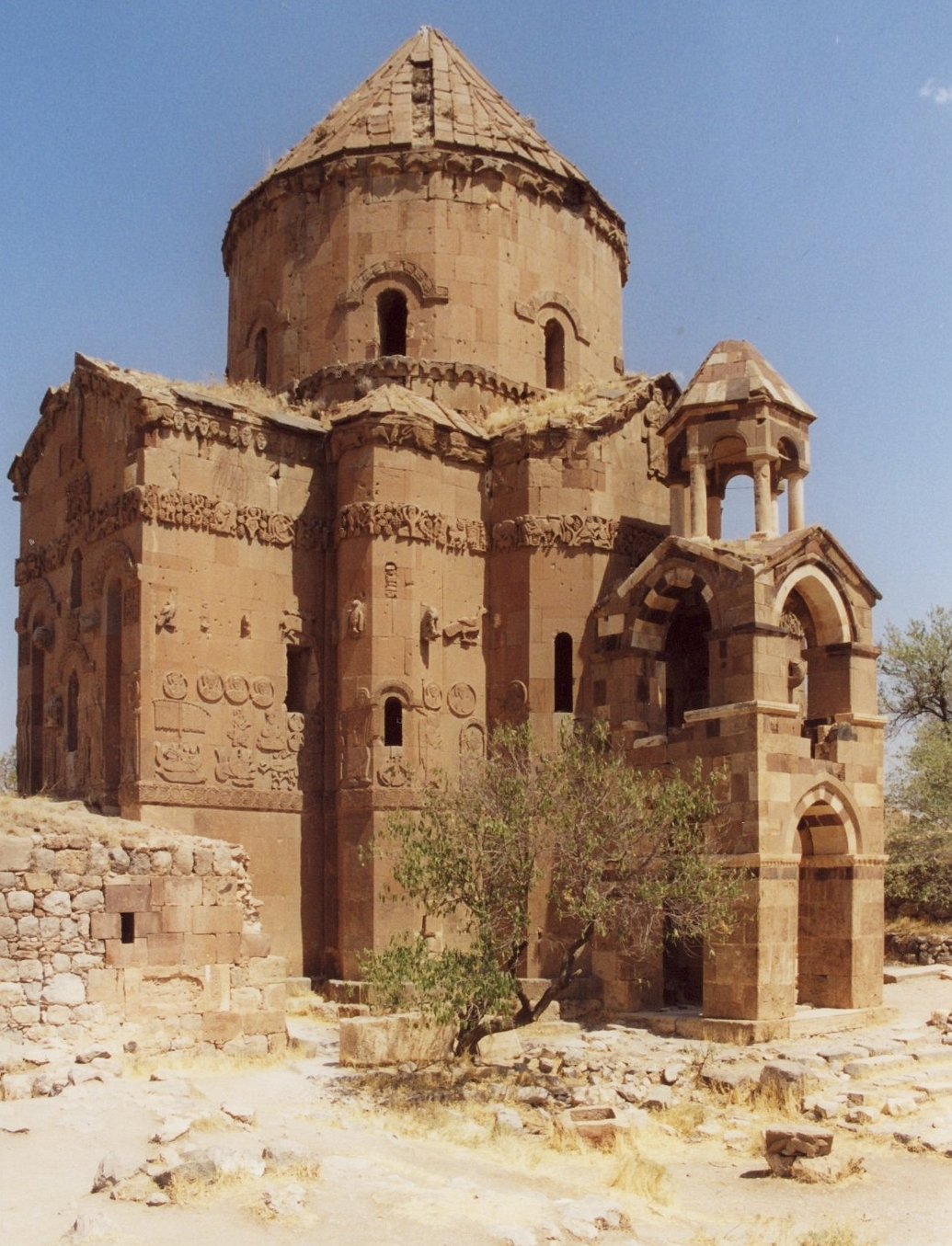
Die „Kirche zum Heiligen Kreuz“.

###### Königreich Kleinarmenien (1080 bis 1375)
Die Bauten der Hauptstadt Sis (türk. Kozan) sind zerstört. Der Kirchenschatz der Kathedrale der Heiligen Sophia wurde 1915 von den vertriebenen Mönchen dieser Stadt nach Aleppo verbracht und wird heute im Cilicia Museum in Antelias (Libanon) ausgestellt.

##### Skulptur und Gemälde
Die Plastik diente der Gliederung der Fassade. In erster Line sind Stifterfiguren zu nennen.
Eines der bedeutendsten Objekte, die Darstellung von Gagik I., ist an der Westfassade der Kirche zum Heiligen Kreuz in Akdamar zu finden (915-921). Die Figur über dem Portal, eingebettet in einen Fries, der das gesamte Gebäude umzieht, war ursprünglich bemalt und ist von reicher Ornamentik umgeben. Die frontal steife Haltung mit Betonung der Gewandung erinnert ikonographisch an Byzanz, die feine steinerne Ornamentik an islamische Baukunst.
Eine armenische Sonderform der Steinmetzkunst ist der Chatschkar. Das sind Stelen, die um das Hauptmotiv des Kreuzes eine reichhaltige, zunehmend feinere Ornamentik entfalten. Islamischer Einfluss ist deutlich erkennbar.
Frei stehende figürliche Plastik gab es nicht.

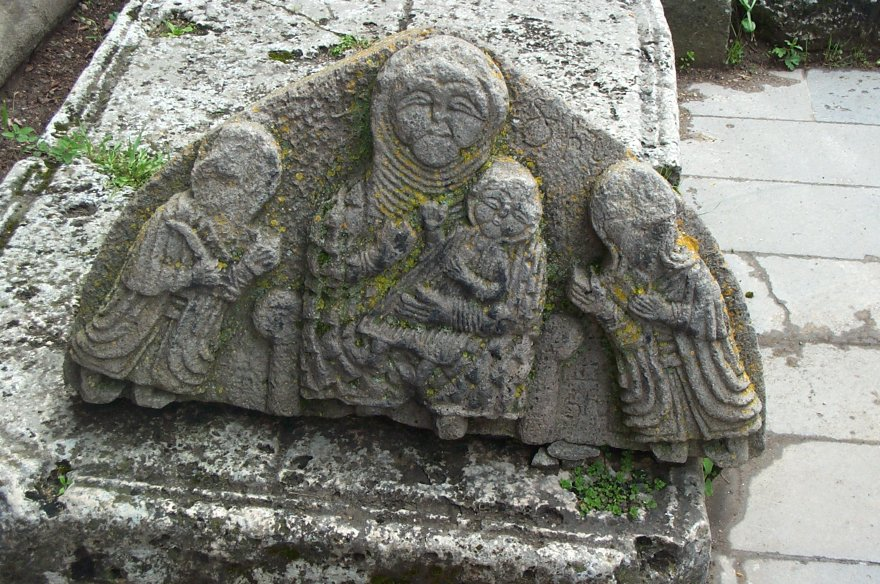
Haghartsin – Kloster
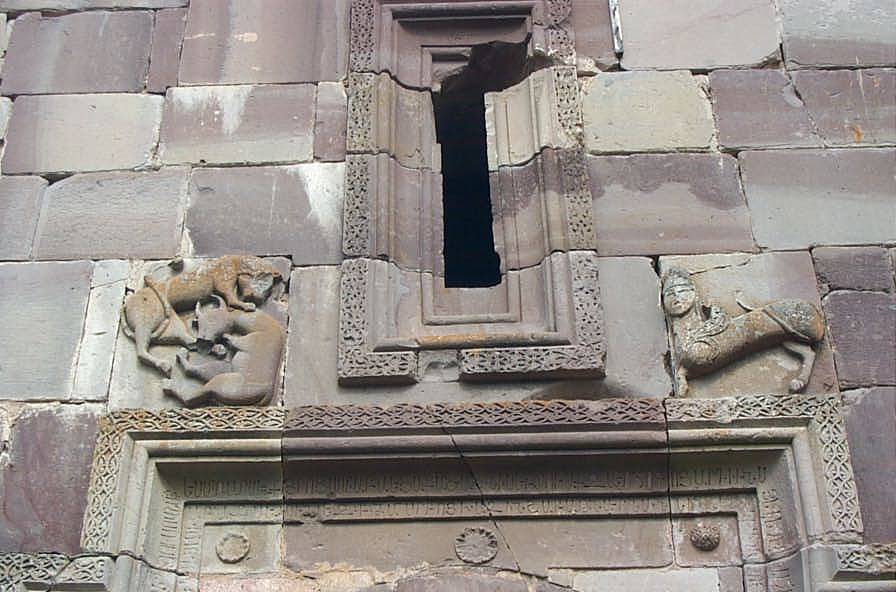
Makaravank – Kloster
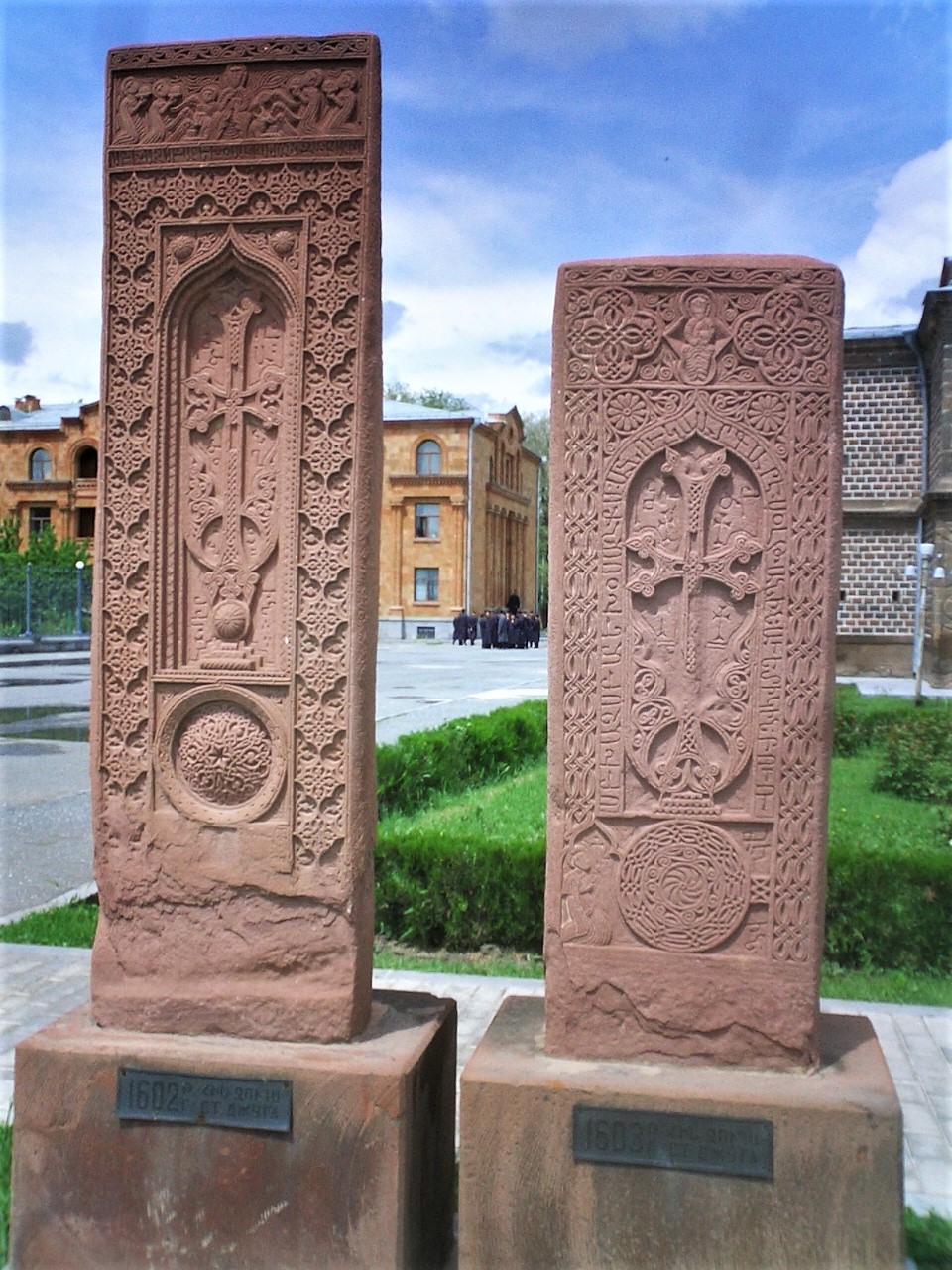
Chatschkar

Bereits die frühen Kirchen waren mit Fresken ausgestaltet. Wegen ihres ungünstigen Maluntergrundes sind sie jedoch nur als Farbspuren erhalten. Zu den frühen Belegen, die besichtigt werden können, gehören die Cherubim von Lmbat in der St. Stepanos Kirche aus dem 7. Jahrh. Reichhaltig sind auch die Fresken von Akdamar (921), denen ebenso wie denen von Lmbat syrischer Einfluss nachgesagt wird.
Wer Klöster hat, hat auch Handschriften. Eine der umfangreichsten Sammlungen der Welt befindet sich im Mashtots Matenadaran-Institut in Jerewan. Seit 1997 gehört es zum Weltdokumentenerbe der UNESCO. Zu den bedeutendsten Objekten gehört das Etschmiadsin-Evangeliar von 989. Die Handschrift auf Pergament wurde im Kloster Noravank hergestellt, Beiheftungen gehen auf das 6./7. Jahrh. zurück. Sie stellen die ältesten überlieferten Werke der armenischen Buchmalerei dar.
Die Entwicklung der armenischen Miniatur ist byzantinisch, aber auch syrisch beeinflusst. Generell lassen sich höfisch anspruchsvolle und naiv lebhafte Werke unterscheiden. Grundsätzlich sind sie farbenfroher und bewegter als die byzantinischen Erzeugnisse. Mit T'oros Roslin (13. Jahrh.) in Kleinarmenien erreichte die Miniaturmalerei ihren Höhepunkt.

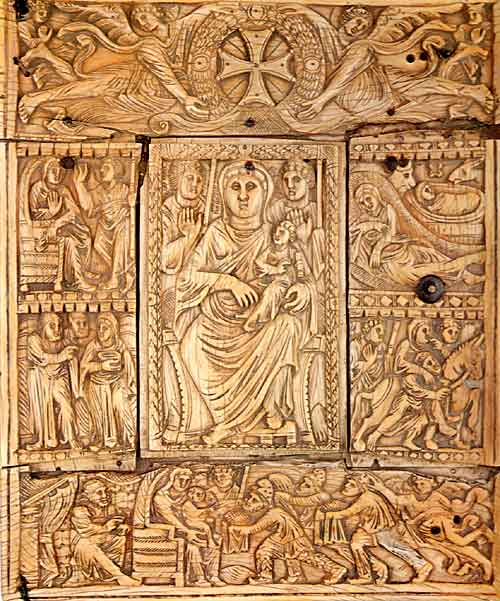
Kodex Etschmiadsin von 989 (Matenadaran)
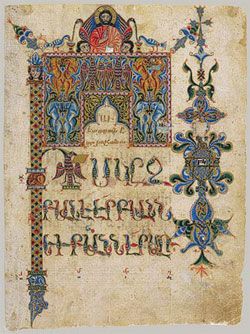
Buchmalerei
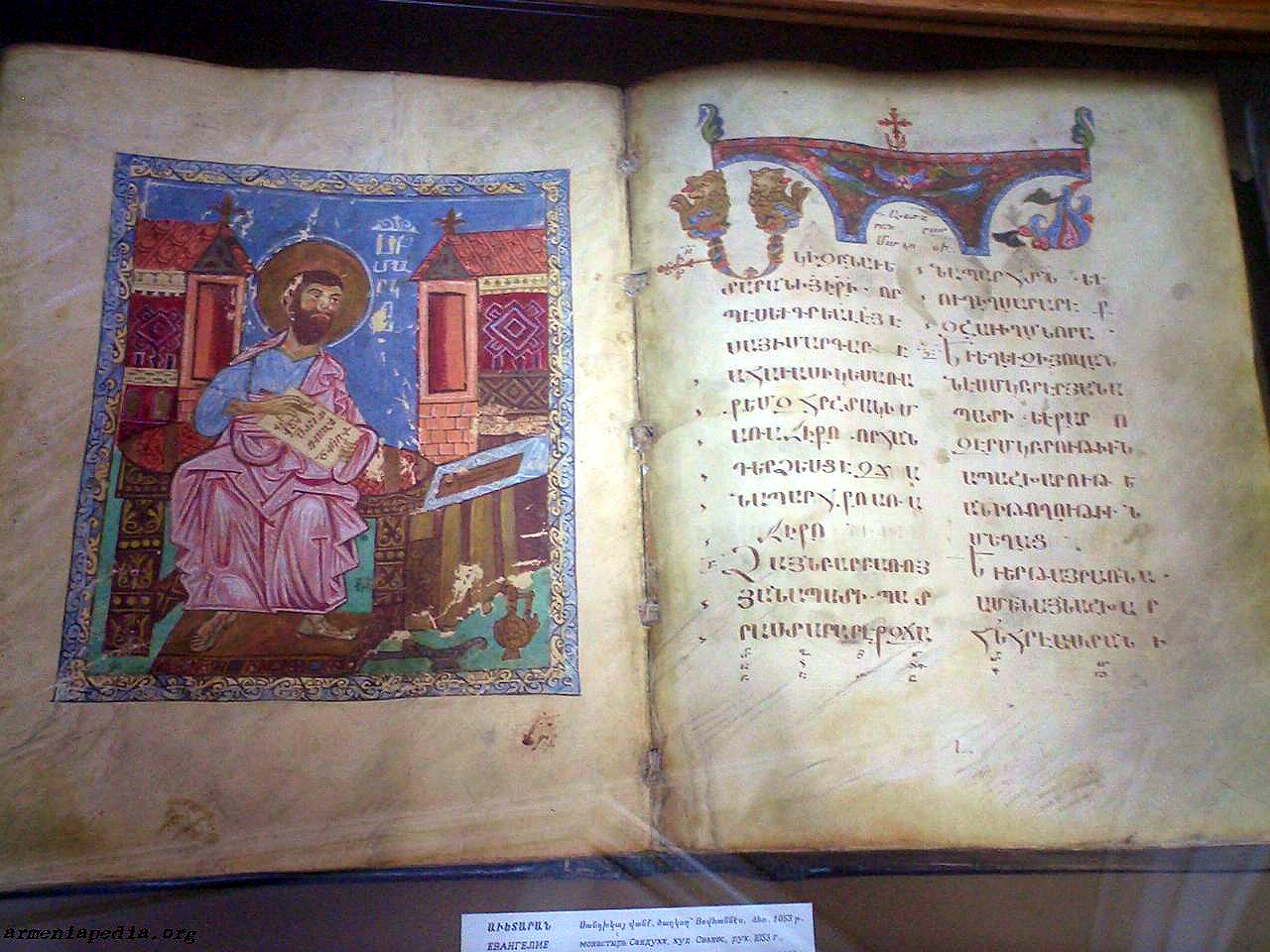
Johannes Manuscript von 1053 (Matenadaran)

#### Was man noch sehen kann
| - Ani - Kirche zum Heiligen Kreuz (921) - Arutsch – Kathedrale (7. Jahrhundert) - Etschmiadsin - Gandzasar – Kloster (1216–1238) - Geghard-Kloster – (13. Jahrh.) | - Haghpat – Kloster (961) - Hromkla – Kleinarmenien - Lmbatavank – St. Stepanos (7. Jahrh.) - Kloster Noravank - Saghmosavank – Kloster (1215) - Sanahin – Kloster - Talin – Kathedrale (7. Jahrhundert) - Tekor – St. Sarkiss (4.–7. Jahrh.) |

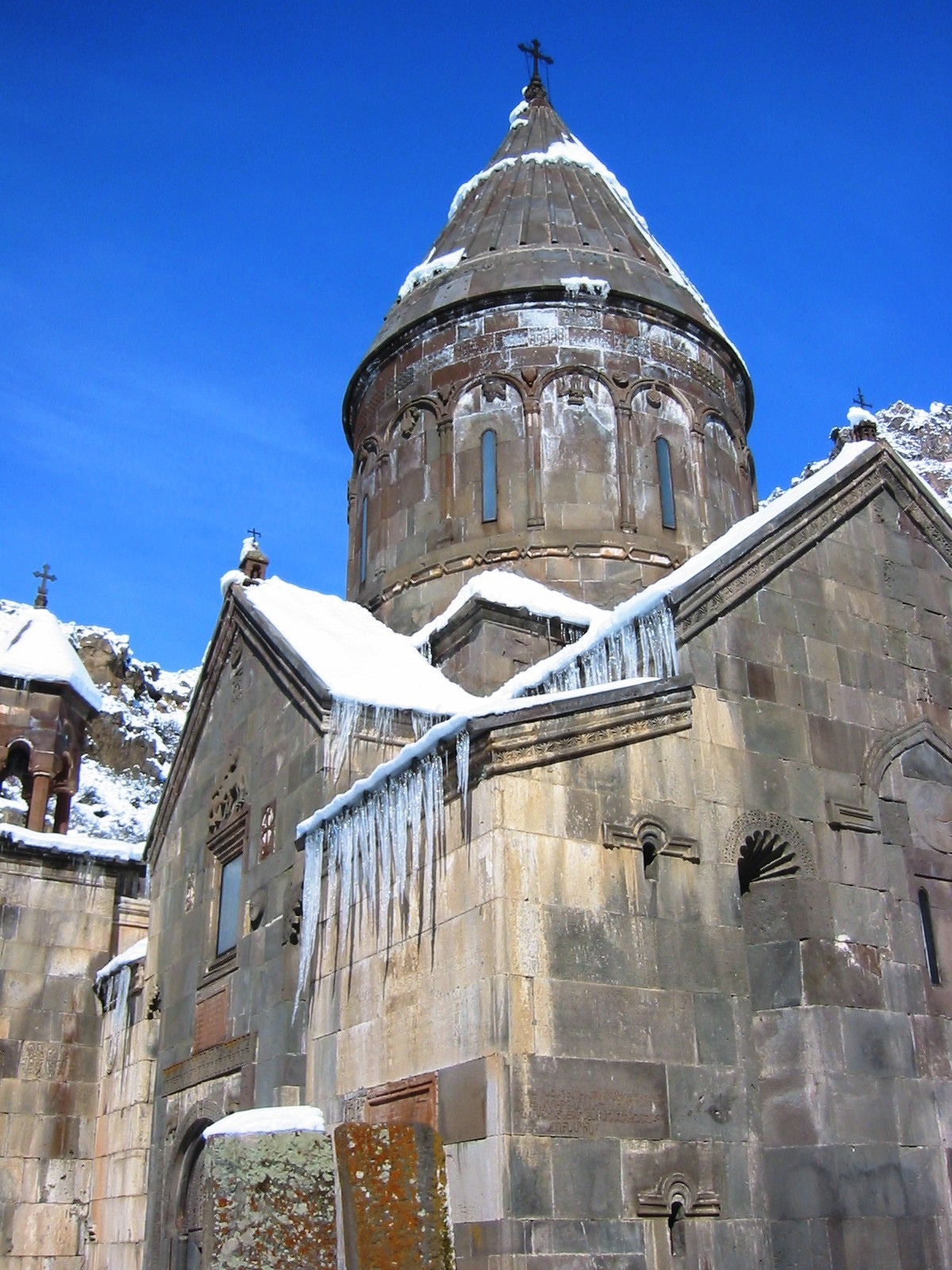
Geghart – Kloster
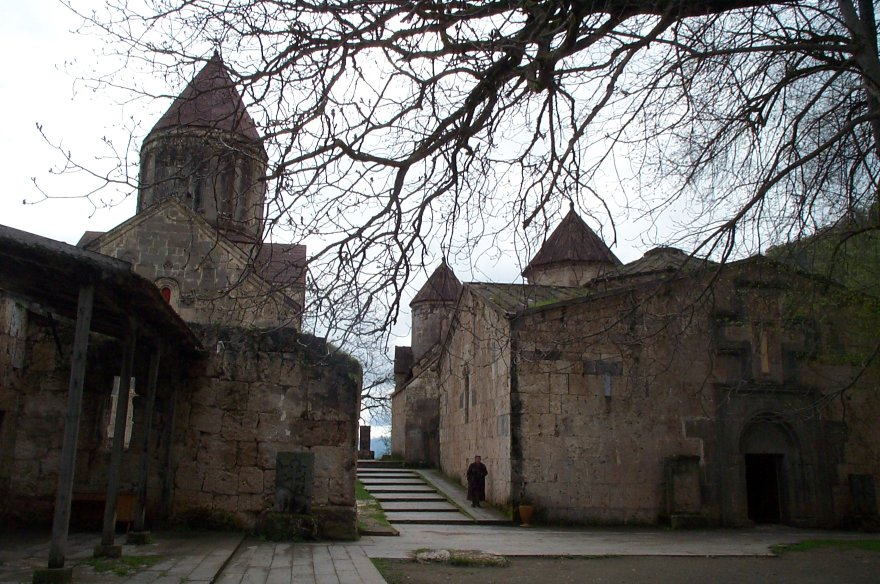
Haghartsin – Kloster
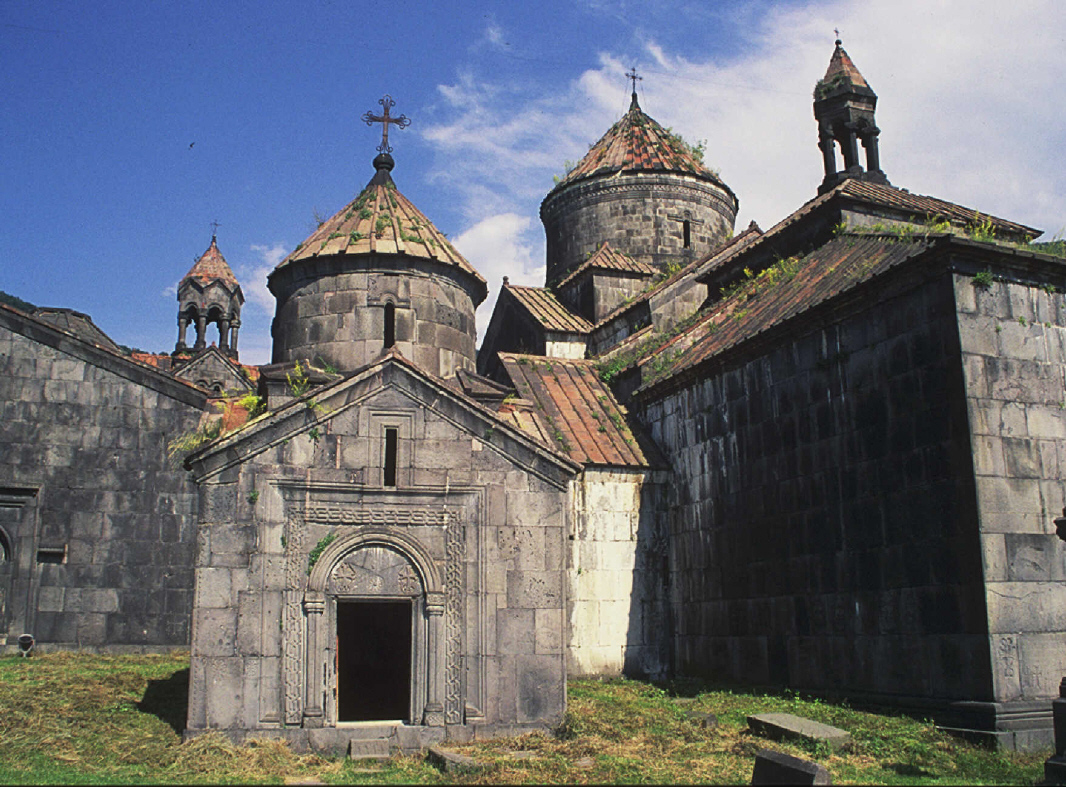
Haghbat – Kloster
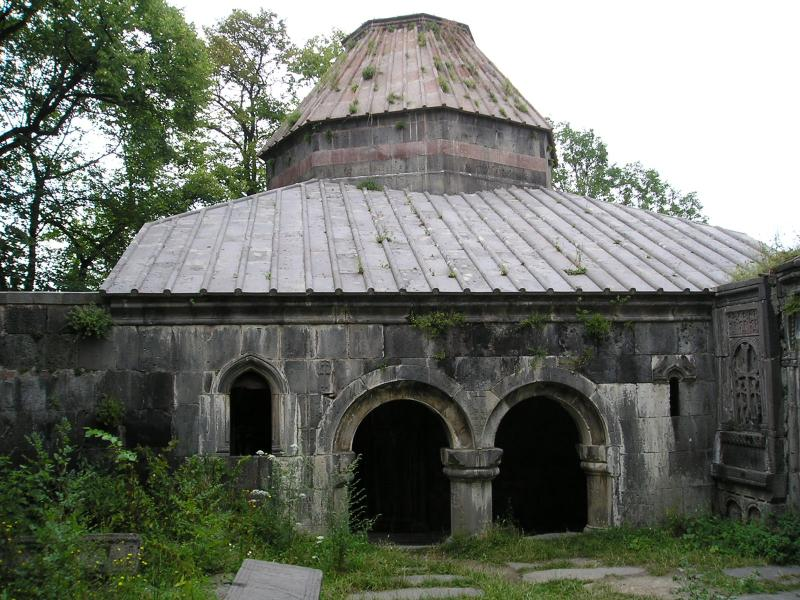
Sanahin – Bibliothek
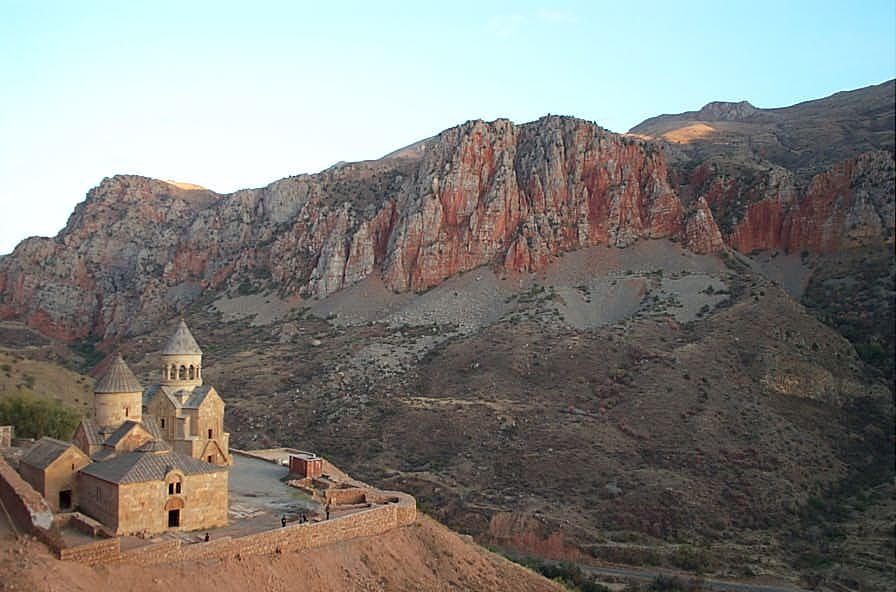
Noravank – Kloster

### Neuzeit
Zu den Segnungen der Neuzeit gehört, dass die Völker lernten, sich nicht zu mögen. Krieg endet nicht mit den Grausamkeiten der Soldateska und anschließendem Kotau des Dynasten. Vielmehr können innerer Widerstand, als Folge Vertreibung und Völkermord dafür sorgen, dass in manchen Regionen die Menschen ohne formalen Krieg dauerhaft in Unfrieden leben. Für Transkaukasien bedeutet dies zunächst, dass mit dem Niedergang des Osmanischen Reiches Russland als neue Hegemonialmacht ins Spiel kommt. Für die Armenier bedeutet dies am Ende, dass es nunmehr ein drittes unselbständiges Armenien gibt (Russisch Armenien). Immerhin entsteht mit der Sowjetrepublik eine Struktur, die es den Armeniern erlaubt, sich 1991 auf einem definierten Staatsgebiet für unabhängig zu erklären.

#### Diaspora
Hauptartikel Armenier in Europa
Viele Menschen kennen einen Armenier. Er ist kein Problemfall aus dem Ghetto (obwohl es in Istanbul ein armenisches Viertel gibt), sondern er ist gebildet und gehört zur Mittelschicht (abgesehen von Gulbenkian). Grund hierfür ist, dass die geflohenen bzw. vertriebenen Armenier weltweit ein Netzwerk errichtet haben, dass sie zu einem der tüchtigsten Handelsvölker macht. Die Parallele zu den Juden ist unverkennbar, nur dass sie wegen ihres christlichen Glaubens das eine oder andere Pogrom auslassen konnten. Wenn aber im Gastland verfolgt, konnte das Netzwerk die schlimmsten Folgen abmildern. Kulturell eint der Glaube nach innen, weil die Armenier mit der lateinischen bzw. orthodoxen Kirche ihres Gastlandes nur ungern assimilieren. Die Pflege des sehr alten Ritus und seiner Kunst hat aber keine Außenwirkung. Den armenischen Künstlern eine Berufung auf alte Wurzeln nachzusagen, erschiene etwas gewollt.
Den sic. Sohn eines Kaufmanns Aiwasowski können wir als Romantiker einstufen, Arshile Gorky gehörte zur Abstraction-Création in Paris an.

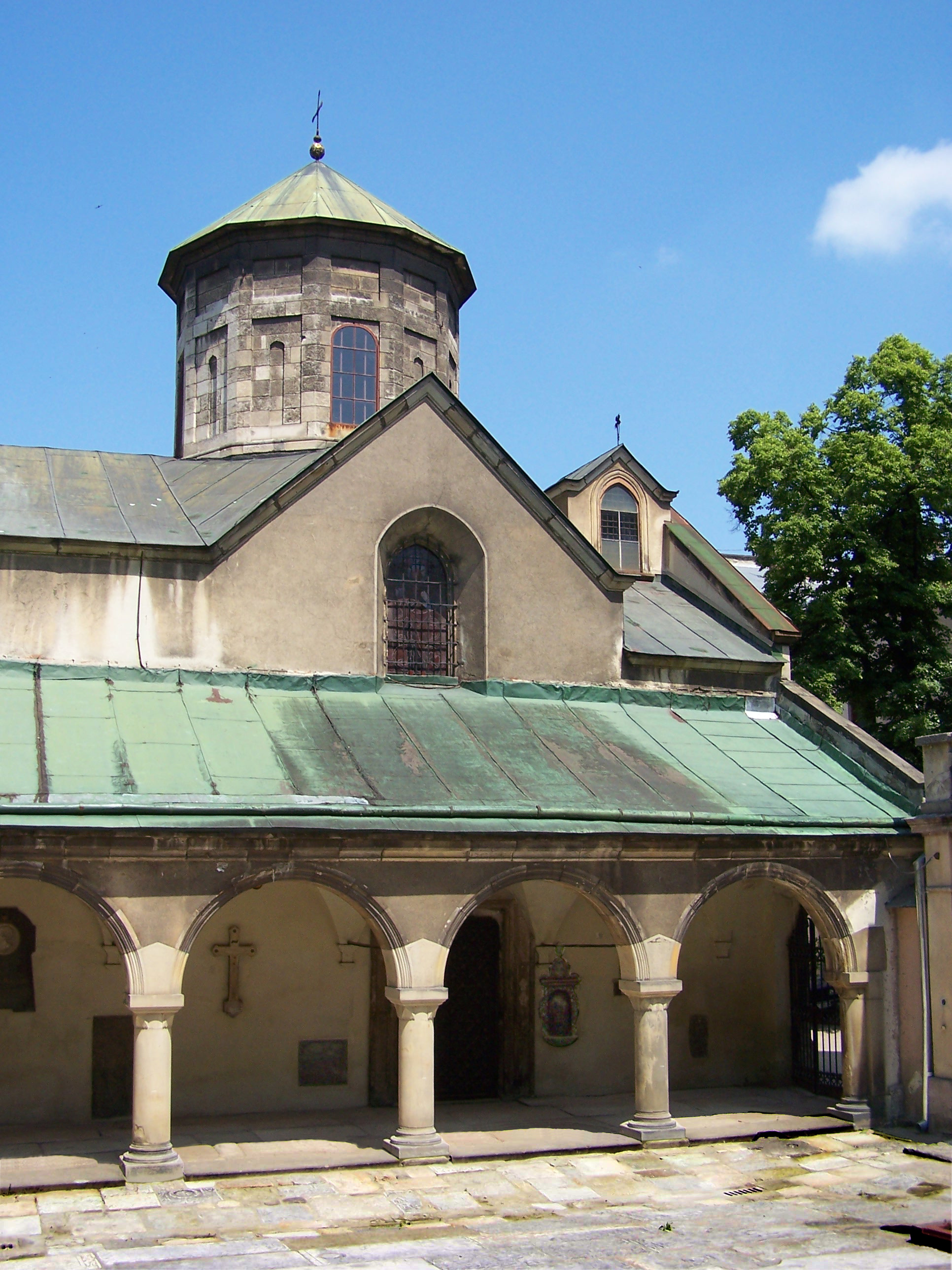
Armenische Kathedrale in Lemberg (Ukraine)
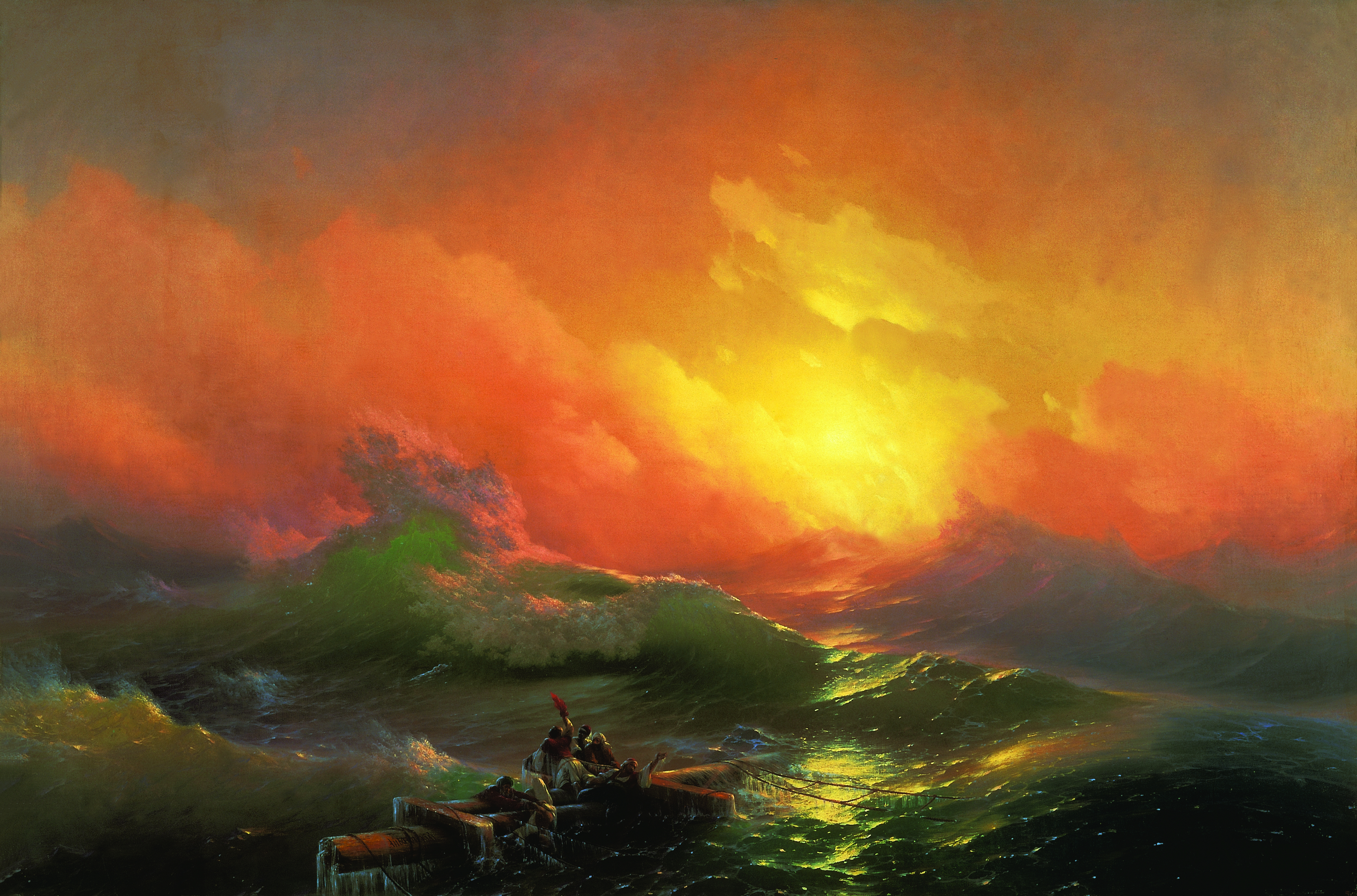
Aiwasowski: Die neunte Woge, 1850; Sankt Petersburg

### Aktuelle Lage

#### Berühmte Zeitgenossen
| - Chatschatur Abowjan – Schriftsteller - Iwan Konstantinowitsch Aiwasowski – Maler - Antonia Arslan – Schriftstellerin - Arno Babadjanian – Komponist - Ara Baliozian – Schriftsteller - Balyan – Architektendynastie - Peter Balakian – Schriftsteller - Cathy Berberian – Komponistin und Sängerin - Jean Carzou – Maler - Aram Chatschaturjan – Komponist | - Atom Egoyan – Regisseur - Calouste Gulbenkian – Mäzen - Arshile Gorky – Maler - Alan Hovhaness – Komponist - Hakob Kojoyan – Maler - Martiros Sarjan – Maler - William Saroyan – Schriftsteller - Awet Terterjan – Komponist - Komitas Vardapet – Komponist |

## Musik
Hauptartikel: Armenische Musik

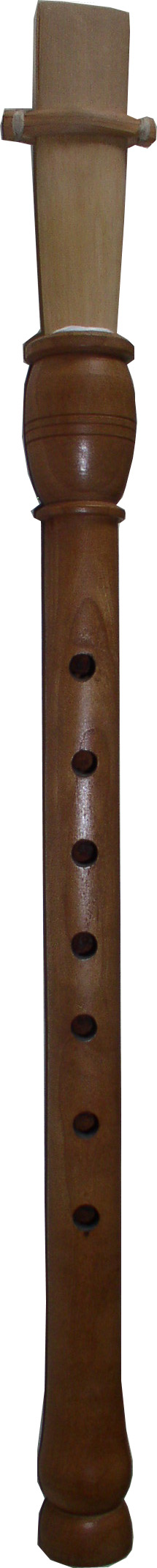
Duduk

Wurzel nationaler Musik ist das Volkslied. Dies ist für das armenische Volk bis in die Antike zurückzuverfolgen. Als Nationalinstrument gilt das Duduk. Es ist jedoch unter anderen Bezeichnungen im Nahen Osten, besonders den Gebieten des Osmanischen Reiches, verbreitet. Seit 2005 steht das Instrument auf der Liste der Meisterwerke des mündlichen und immateriellen Erbes der Menschheit der UNESCO.
Berühmte zeitgenössische Interpreten sind Dschiwan Gasparjan und Gevorg Dabaghyan. Im Westen machte Peter Gabriel das Instrument im Soundtrack von Die letzte Versuchung Christi und seinem Album Us einem größeren Publikum bekannt.
Zu höherer Kunstform wird Musik mit der Notation. Den notwendigen Antrieb zu deren Entwicklung liefert der Wunsch nach einer geordneten Liturgie in den christlichen Kulturen. Sind Mönche Kulturträger, wird auch geschrieben. Eine den Neumen entsprechende Notation (Khaz) ist ins 9. Jahrh. zurückzuverfolgen. Abgeschlossen wurde die Entwicklung in Kleinarmenien. Anders als im Westen konnte das Volkslied grundsätzlich in den Kirchengesang einfließen. Notiert wurde beides. Mit den Jahrhunderten wurde das System unbeherrschbar. Hampartsum Limonjian (1768–1839) reformierte es zur sog. Neuen Armenischen Notation, es blieb aber ein bis heute geltendes Neumensystem. Niedergeschrieben wird nicht nur für die Liturgie, auch Volkslieder werden so gesammelt.
Arno Babadschanjan und Komitas Vardapet, in seiner Heimat schlicht Komitas, stehen für die Adaption der alten Musik für die Moderne. Der international berühmtere Aram Chatschaturjan wird hierfür auch gern in Anspruch genommen. 1903 von armenischen Eltern abstammend, wuchs er in Tiflis, (Georgien), auf, ging 1922 nach Moskau und lebte dort bis zu seinem Tode 1978 als viel geehrter Sowjetbürger. Sein Grab befindet sich in Jerewan. Unbestritten hat kaukasische Folklore sein Schaffen beeinflusst, so sein populärstes Werk, den Säbeltanz aus dem Ballett Gayaneh (1942), das in keinem Wunschkonzert fehlt.
Auch die Musik der in jüngster Zeit äußerst erfolgreichen armenischstämmigen Metal-Band System of a Down gilt als in Teilen von armenischer Folklore beeinflusst.

## Schrifttum
- B. N. Arakelian, G. A. Tiratzian, G. D. Khachatrian et al. (Hrsg.): The Archaeological Monuments and Specimens of Armenia. Jerevan.
- Propyläen Kunstgeschichte Bd. 3: Byzanz. Berlin 1968
- Propyläen Kunstgeschichte Ergänzungsband 1: Spätantike und frühes Christentum. Berlin 1977
- Bezalel Narkiss (Hrsg.): Armenische Kunst. Die faszinierende Sammlung des armenischen Patriarchats in Jerusalem. Belser, Stuttgart 1980, ISBN 3- – -3.
- Jean-Michel Thierry: Armenische Kunst. Dokumentation der Kunststätten. Herder, Freiburg/B. 1988, ISBN 3-451-21141-6.
- Jean-Michel Thierry: Armenien im Mittelalter. Verlag Schnell & Steiner, Regensburg 2001, ISBN 3- – -0
- Christina Maranci: The Art of Armenia. Oxford University Press, Oxford 2018, ISBN 9780190269005.

### Allgemein
- Grabungsbericht Horom
- Grabungsbericht Bastam
- Grabungsbericht Agarak
- Armenica.org, Informative Website Armeniens
- Armenian Studies Program – Reich bebilderte Kunstgeschichte
- Naregatsi Art Institute – Zeitgenössische Kunst
- Armenia Guidebook
- Der armenische Liturgische Gesang (franz.)
- Interaktiver Katalog des Münzkabinetts der Staatlichen Museen zu Berlin

### Speziell
- Ani, engl.
- Ani (Kathedrale)
- Cilicia Museum, engl.
- Dvin (St. Yiztbuzit)
- Arshile Gorky
- Arshile Gorky, interessante Suchmaschine
- Kasagh Basilika
- Khaz, engl. Erläuterung
- Ptghni
- Sis, Kirchenschatz
- Nationalepos
- Talin
- Tekor